# ジョーゼフ・ロートン・コリンズ
ジョーゼフ・ロートン・コリンズ（Joseph Lawton Collins、1896年5月1日 - 1987年9月12日）は、アメリカ陸軍の軍人。「ライトニング・ジョー」と呼ばれ、第二次世界大戦中は太平洋、ヨーロッパの両戦線で数々の作戦に携わった。彼の兄弟ジェームス・ロートン・コリンズは陸軍少将であった。1969年、歴史上初めて人類を月面に到達させたアポロ11号で司令船パイロットを務めたマイケル・コリンズは甥。

## 生い立ちと初期の経歴
コリンズは1896年5月1日にルイジアナ州ニューオーリンズで生まれた。1917年にアメリカ陸軍士官学校を卒業し、少尉に任官され1917年4月に第22歩兵連隊に配属された。1917年5月には中尉に昇進し、1917年8月に臨時大尉に昇進する。彼はフォート・シルの歩兵兵器学校に学び、指揮下の連隊と共に1917年から19年まで各地で軍務に就く。1918年6月には大尉に昇進し、1918年9月には臨時少佐に昇進、第22歩兵師団第3大隊を指揮し1919年フランスに駐留、1920年から21年までドイツ駐留軍の副参謀長であった。

## 昇進
コリンズはグラディス・イースターブルックと1921年に結婚した。1920年には大尉に戻り、1921年から25年までウェストポイントで化学の教官を務める。1926年にはフォート・ベニングの歩兵学校尉官コースを卒業した。1927年にはフォート・シルの野砲学校上級コースを卒業する。1927年から31年まで歩兵学校の兵器、戦術教官を務め、1932年8月に少佐に昇進、1933年から34年までマニラの第23旅団の副官およびフィリピン師団の副参謀長であった。
彼は1937年陸軍産業大学を卒業、1938年に陸軍戦争大学を卒業し、1938年から40年まで同大学の教官であった。1940年6月に中佐に昇進、1941年には第VII軍団の首席補佐官であった。

## 指揮官として
コリンズは1941年1月に臨時大佐、1942年2月に准将、1942年5月に少将に昇進した。彼は1941年から42年までハワイ局の参謀長および1942年から43年までオアフ島の第25歩兵師団（「トロピック・ライトニング」師団）指揮官、ガダルカナル島の日本軍に対する作戦を担当した。
その後ヨーロッパへ転任し、1944年から45年まで第VII軍団を指揮しノルマンディー上陸作戦からドイツの降伏まで経験した。第VII軍団はコブラ作戦への貢献で最も知られる。しかしながら同作戦へのコリンズの貢献はそれほど知られていない。第VII軍団は1944年から45年の戦闘全体にわたって、最も重要な第1軍の努力を結集する傾向があった。コリンズはヨーロッパ戦線におけるアメリカ軍最良の部隊長と広く考えられた。
コリンズは1945年4月に臨時中将（戦時昇進）、6月に准将（終身）に昇進した。1945年8月から12月まで副総指揮官および陸軍地上部隊の参謀総長、1945年から47年まで陸軍情報局局長、1947年から49年まで陸軍副参謀総長に就任し、1948年1月に少将（終身）に昇進した。
コリンズは1949年8月16日から1953年8月15日まで2期4年にわたり、アメリカ陸軍参謀総長の職を務め、朝鮮戦争の全体に渡って陸軍を指揮した。階級は大将（終身）となった。
彼は陸軍の鉄道作戦を指揮し、戦闘序列に最初の特別部隊グループを配置し、そして新たに発足した北大西洋条約機構への陸軍の貢献に緊密に関係した。
彼は1953年から54年までNATOの軍事委員会および常設グループへのアメリカ代表であった。1954年から55年までベトナムで大使級のアメリカ特別代表を務め、その後NATOに戻り1956年3月に退役した。
コリンズは1987年9月12日にワシントンD.C.で死去した。彼はアーリントン国立墓地に埋葬された。